# Perustreptus armatus
Perustreptus armatus är en mångfotingart som beskrevs av Karl Wilhelm Verhoeff 1941. Perustreptus armatus ingår i släktet Perustreptus och familjen Spirostreptidae. Inga underarter finns listade i Catalogue of Life.